# Calosota subaenea
Calosota subaenea är en stekelart som beskrevs av Masi 1924. Calosota subaenea ingår i släktet Calosota och familjen hoppglanssteklar.
Artens utbredningsområde är Tunisien. Inga underarter finns listade.